# Baron Badlesmere

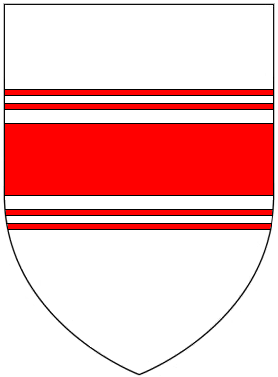
Armoiries de Badlesmere.

Le titre de baron Badlesmere a été créé une fois dans la pairie d'Angleterre. 

## Histoire du titre
Le 26 octobre 1309, Bartholomew de Badlesmere, gouverneur du château de Bristol, est convoqué au Parlement. En 1322, il est frappé d'un bill d'attainder et exécuté pour avoir rejoint la rébellion du comte de Lancastre, ce qui conduit à la confiscation de la baronnie. En 1328, l'attainder est levé et son héritier Giles de Badlesmere retrouve son titre. À la mort du second baron en 1338, la baronnie est divisée entre ses sœurs. 

## Première création (1309)
- Bartholomew de Badlesmere (1275–1322) (titre confisqué en 1322)
- Giles de Badlesmere (en) (1314–1338) (titre restitué en 1328)